# Бэгби, Артур Пендлтон
Артур Пендлтон Бэгби (англ. Arthur Pendleton Bagby; 1794, округ Луиза, штат Вирджиния — 21 сентября 1858, Мобил, Алабама) — 10-й губернатор штата Алабама с 1837 по 1841 год.

## Биография
Бэгби родился в округе Луиза, штат Вирджиния в 1794 году. Он изучал право и в 1819 году был принят в коллегию адвокатов, начав практику в Клейборне, штат Алабама. Он был членом Палаты представителей штата Алабама в 1821, 1822, 1824 и 1834—1836 годах, будучи самым молодым её спикером (в 1822 и 1836 годах), и служил в Сенате штата Алабама (1825).
Бэгби служил в Сенате США с 21 ноября 1841 года, когда его избрали для заполнения вакансии, вызванной отставкой Клемента С. Клея, до своей отставки в июне 1848 года.
15 июня 1848 года Президент Джеймс Полк назначил Бэгби посланником США в России. Бэгби вручил верительные грамоты 15 июня 1848 года и прослужил на этом посту до 14 января 1849 года.
Во время пребывания в Сенате он был председателем Комитета по территориям, Комитета по претензиям и Комитета по делам индейцев . Как сенатор он поддерживал аннексию Техаса.
Багби скончался в 1858 году в Мобиле, штат Алабама, и похоронен там на кладбище Магнолия.

### Паника 1837 года
Во время финансовой паники 1837 года губернатор Бэгби предложил меры поддержки банков штата, но законодательное собрание Алабамы отклонило большую часть этих предложений. Все банки штата были закрыты преемником Бэгби на посту губернатора Бенджамином Фицпатриком.

### Артур П. Бэгби, младший
В начале Гражданской войны его сын, Артур Бэгби-младший, был полковником Конфедерации. 13 апреля 1864 года он был назначен бригадным генералом, с 17 марта 1864 года был генерал-майором. Он служил при генерале Эдмунде Кирби Смите в Трансмиссисипском департаменте. Эти стремительные повышения и переназначения должны были одобряться Сенатом Конфедерации, но этого сделать парламент не успел (его последняя сессия прошла до назначений).